# Grey's Anatomy (colonna sonora)
Questa voce raccoglie tutti i CD contenenti la colonna sonora del telefilm statunitense Grey's Anatomy. I quattro Cd usciti fino ad oggi sono usciti alla distanza esatta di un anno l'uno dall'altro, mentre il quarto è uscito nel 2011 a distanza di 4 anni dal precedente.

## Grey's Anatomy Volume 1
Grey's Anatomy Volume 1 è il primo CD contenente la colonna sonora del telefilm Grey's Anatomy.
Tracce
1. The Postal Service "Such Great Heights"
2. Róisín Murphy "Ruby Blue"
3. Maria Taylor "Song Beneath the Song"
4. Tegan and Sara "Where Does the Good Go?"
5. Mike Doughty "Looking at the World from the Bottom of a Well"
6. Get Set Go "Wait"
7. The Eames Era "Could be Anything"
8. Rilo Kiley "Portions for Foxes"
9. Joe Purdy "The City"
10. Medeski Martin and Wood "End of the World Party"
11. Ben Lee "Catch My Disease" (Live)
12. The Ditty Bops "There's a Girl"
13. The Radio "Whatever Gets You Through Today"
14. Inara George "Fools in Love"
15. Psapp "Cosy in the Rocket"

## Grey's Anatomy Volume 2
Grey's Anatomy Volume 2 è il secondo CD contenente la colonna sonora del telefilm Grey's Anatomy.
Tracce
1. The Fray "How to Save a Life"
2. Moonbabies "War on Sound"
3. Jim Noir "I Me You"
4. Ursula 1000 "Kaboom!"
5. Anya Marina "Miss Halfway"
6. Jamie Lidell "Multiply"
7. KT Tunstall "Universe & U" [Acoustic Extravaganza Version]
8. MetricMetric "Monster Hospital"
9. Gomez "How We Operate [Radio Edit]"
10. Kate Havnevik "Grace"
11. The Chalets "Sexy Mistake"
12. Gran Bel Fisher "Bound by Love"
13. Get Set Go "I Hate Everyone [Clean Version]"
14. Foy Vance "Homebird"
15. Snow Patrol "Chasing Cars [Acoustic Version]"

## Grey's Anatomy Volume 3
Grey's Anatomy Volume 3 è il terzo CD contenente la colonna sonora del telefilm Grey's Anatomy.
Tracce
1. Peter Bjorn and John "Young Folks"
2. The Bird and the Bee "Again & Again"
3. The Jealous Girlfriends "Something in the Water"
4. Feist "Sealion"
5. Bill Ricchini "A Cold Wind Will Blow Through Your Door"
6. Grace Potter & The Nocturnals "Falling Or Flying"
7. Koop "Come To Me"
8. Jesus Jackson "Running On Sunshine"
9. Robert Randolph "Ain't Nothing Wrong With That"
10. Paolo Nutini "Million Faces"
11. Mat Kearney "Breathe In Breathe Out"
12. Gomez "Moon and Sun"
13. John Legend "Sun Comes Up"
14. Ingrid Michaelson "Keep Breathing"
15. Brandi Carlile "The Story"